# Oplakávání Krista ze Žebráku
Oplakávání Krista ze Žebráku patří k vrcholným dílům pozdně gotického řezbářství v Čechách. Umělec, který je podle tohoto reliéfu nazýván Mistr Oplakávání ze Žebráku nebo Mistr Žebráckého Oplakávání, měl pravděpodobně dílnu v Českých Budějovicích a mohl by být totožný s řezbářem Alexandrem (Alexandr Schniczer), který stál v čele tamního cechu v letech 1503–1516. Reliéf je součástí stálé expozice středověkého umění Národní galerie v Praze.

## Historie díla
Původní umístění reliéfu, který byl vytvořen kolem roku 1510 a patrně tvořil střední část křídlového oltáře, není známo (Žebrák, hradní kaple?) Teprve roku 1904 byl zakoupen ze soukromého vlastnictví v obci Žebrák pro Muzeum hlavního města Prahy. Poprvé se o něm zmiňuje V. V. Štech (1913). Do roku 1922 byl v Národním muzeu a od roku 1957 je součástí sbírky Národní galerie v Praze. Zde ho restauroval Jiří Tesař (1965).

## Popis a zařazení
Reliéf z lipového dřeva o rozměrech 126 x 121 x 15 cm, zbytky polychromie.
Scéna s devíti figurami je uspořádána ve dvou prostorových plánech. Vpředu Marie drží v náručí mrtvé tělo Ježíše Krista. Doprovází ji vlevo Sv. Jan, který snímá Kristovi z hlavy trnovou korunu a sv. Máří Magdalena, přinášející nádobu s balzámem. Vzadu stojí zleva patrně jeden ze Židů, zmiňovaný v apokryfním Nikodémově evangeliu s některou z Marií (Marie Kleofášova?), vpravo plačící žena, patrně Salome, s Nikodémem a Josefem Arimatejským, který drží plátno k zavinutí těla.
Gesta Marie, která drží v náručí bezvládné Kristovo tělo a sv. Jana, který se odvrací v bolesti, jsou uměřená a prostá patosu. Plačící žena, která stojí na pravé straně za Pannou Marií a má předlohu ve Snímání z kříže Rogiera van der Weydena, je provedena velmi pečlivou a detailní řezbou. Řasení roucha většiny postav je podřízeno celkové kompozici a jejich dekorativní účinek je potlačen. Dramatický aspekt vytváří chaotické zřasení draperie pod Kristovým tělem a naturalistické ztvárnění a polychromie jeho těla s ranami a prameny krve, které odkazují na jeho lidskou podstatu. Expresivní účinek zesiluje výrazné poklesnutí hlavy Krista, ke které poutá pozornost gestem překřížených rukou sv. Jan. Kristovo tělo je dlouhé a kostnaté a podobá se jiné práci Mistra Žebráckého Oplakávání - Sousoší Nejsvětější Trojice z Muzea v Českých Budějovicích. Shodné jsou typy tváří obou děl - Boha otce a Josefa Arimatejského. Tvář sv. Maří Magdaleny se shoduje s její samostatně stojící sochou z českobudějovického muzea.
Centrální Pieta má předlohu v díle bruselského mistra z okruhu Rogiera van der Weydena (1448) Diagonála Kristova těla se svěšenou paží a hlavou Panny Marie tvoří trojúhelníkovou kompozici. Diagonály hlavních osob (Marie, Magdalena, Kristus a Jan) a jejich štíhlé údy vytvářejí ve středu reliéfu překřížení ve tvaru písmene X a další trojúhelník s vrcholem v místě hlavy Josefa Arimatejského.
Motiv scény vychází z nizozemské malby Rogiera van der Weydena (Snímání z kříže, 1435, Oltář z Miraflores, 1445) a Dürerova dřevořezu se scénou Oplakávání (1496). Dřívější literatura uváděla vztah díla Mistra Žebráckého Oplakávání ke Kefermarktskému oltáři, ale novější práce upozorňují spíše na vliv švábské (Velhartická archa, Gregor Erhart) a podunajské plastiky a také podobnost s vídeňskou tvorbou Nicolause Gerhaerta a Erasma Grassera.
Mistr Oplakávání ze Žebráku vyšel z tradice řezbářství sklonku 15. století, které představuje Velhartická archa. Vzrušený patos a intenzita citového prožitku v jeho díle dominuje nad hmotnou podstatou figur, které se vyznačují malými hlavami a protáhlými těly. Lyrická složka, připomínající manýristickou proporcionální libovůlí dozvuky krásného slohu, se zde mísí s detailní realistickou řezbou tváří a expresivní modelací draperie charakteristickou pro pozdní období tzv. mačkaných záhybů. 

### Další známá díla autora
- 1510 Truchlící Marie z Kralovic
- 1510—1520 Svatá Trojice budějovická[11]
- 1510—1520 Bolestný Kristus z Českých Budějovic
- 1510—1520 Stigmatizace svatého Františka z Českého Krumlova
- 1510—1520 Svatá Marie Magdalena z Malého Boru
- 1510—1520 Madona z Malšína, Národní galerie v Praze
- 1510—1520 Klanění Tří králů Vodňanské
- 1520 Ukřižovaný, dominikánský konvent v Českých Budějovicích